# Come together
『come together』（カムトゥギャザー）は、moveの13枚目のシングル。

## 概要
- アメリカ同時多発テロ事件の発生が、この曲を制作するきっかけとなったと言われる。
- オリジナルバージョンとRadio Edit（ショート）バージョンが存在する。オリジナルバージョンは、moveの中では最長の演奏時間を誇る。
- 上記の理由から、ライブなどで演奏されるのは基本的にRadio Editバージョンとなる。

## 収録曲
1. come together(RADIO EDIT)
  - 作詞：motsu 作曲・編曲：t-kimura
  - TBS系列『ワンダフル』テーマソング
2. blue jewel
  - 作詞：motsu 作曲・編曲：t-kimura
3. 1969
  - 作詞：motsu 作曲・編曲：t-kimura
4. come together(ORIGINAL)
5. come together(remixed by AIRHEADZ)
6. blue jewel(orbitribe instrumental)
7. 1969(instrumental)
8. come together(instrumental)